# Nader Engheta

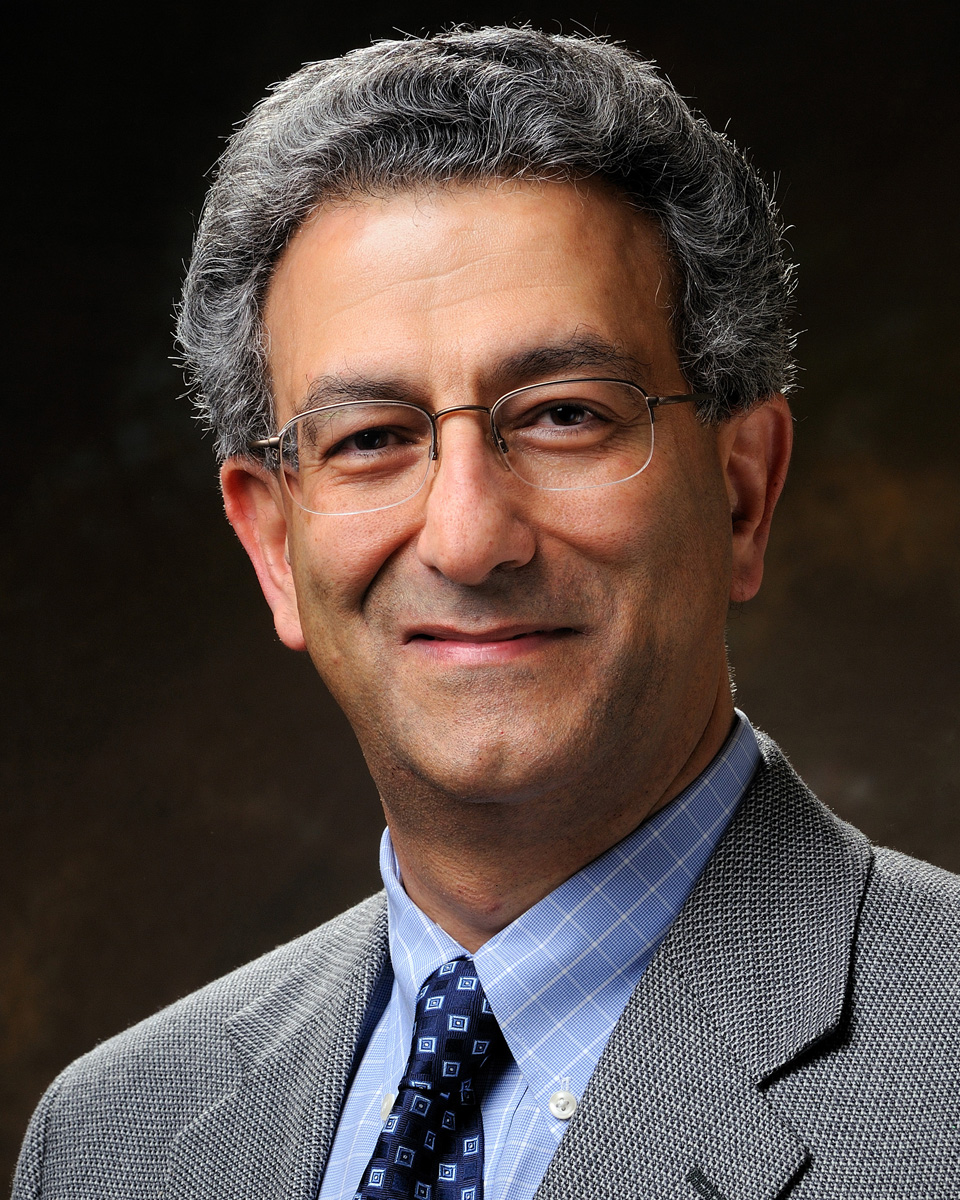

Nader Engheta (en persa: نادر انقطاع) (Teherán, 1955) es un científico iraní-estadounidense. Ha hecho contribuciones pioneras a los campos de los metamateriales, la óptica de transformación, la óptica plasmónica, la nanofotónica, la fotónica de grafeno, los nanomateriales, la óptica a nanoescala, las nanoantenas y las antenas miniaturizadas, la física y la ingeniería inversa de la visión de polarización en la naturaleza, la imagen óptica bioinspirada, el paradigma fraccionario en electrodinámica y la electromagnética y las microondas.

## Premios y honores
El profesor Engheta ha recibido los siguientes honores y premios:
- Medalla Isaac Newton (2020)
- Premio Max Born (2020)
- Premio Pioneer en Nanotecnología del IEEE Nanotechnology Council (2018)
- Investigador altamente citado (Análisis de claridad, el 1% más citado) (2017 y 2018)
- Premio William Streifer al Logro Científico de IEEE Photonics Society (2017)
- Premio Faro de la Industria Fotónica de Photonics Media (2017)
- Doctorado Honorario del Instituto Politécnico de la Universidad Técnica Nacional de Járkov (2017)
- Doctorado honoris causa por la Universidad de Stuttgart, Alemania (2016)
- Doctor honoris causa en Tecnología por la Universidad de Aalto en Finlandia (2016)
- Medalla de Oro SPIE (2015)[6]
- Miembro de la Academia Nacional de Inventores de los Estados Unidos (NAI) (2015)
- Premio Vannevar Bush Faculty Fellow del Departamento de Defensa de los Estados Unidos (2015)
- Premio al Logro Distinguido de la Sociedad de Antenas y Propagación IEEE (2015)
- Conferencia de Wheatstone en el King's College de Londres (2015)
- Medalla de Oro Balthasar van der Pol de URSI (Unión Internacional de Radiociencias) (2014)
- Premio inaugural SINA en Ingeniería (SINA: "Espíritu de Iranian Noted Achiever") (2013)
- Premio Benjamin Franklin Key (2013)
- Premio IEEE Electromagnética (2012)
- Miembro de Union Radio-Scientifique Internationale (URSI: Unión Internacional de Radiociencias) (desde 2017)
- Miembro de la Sociedad de Investigación de Materiales (MRS) (desde 2015)
- Miembro de la SPIE - La Sociedad Internacional de Ingeniería Óptica (desde 2011)
- Miembro de la Asociación Americana para el Avance de la Ciencia (AAAS) (desde 2010)
- Miembro de la Sociedad Americana de Física (APS) (desde noviembre de 2008)
- Miembro de la Sociedad Óptica de América (OSA) (desde marzo de 1999)
- Miembro del Instituto de Ingenieros Eléctricos y Electrónicos IEEE (desde enero de 1996)
- Receptor del George H. Premio de la Facultad Heilmeier 2008 a la Excelencia en Investigación
- En Scientific American Magazine Lista de 50 líderes en ciencia y tecnología, 2006
- Dotado Académico H. Cátedra Nedwill Ramsey, U. de Pensilvania, enero de 2005 - presente
- Medalla del Tercer Milenio IEEE
- Beca Guggenheim (1999)
- Presidente de Término de Educador Distinguido de la Fundación UPS
- Premio Fulbright Naples Chair (1998)
- S. Reid Warren Jr. Premio (dos veces: 1993 y 2001)
- Profesor distinguido de la Sociedad de Antenas y Propagación del IEEE (AP-S) para 1997-1999
- W. M. Premio a la Excelencia en la Enseñanza de Ingeniería de la Fundación Keck (1995)
- Christian F. y Mary R. Premio de la Fundación Lindback (1994)
- Premio Presidencial de Jóvenes Investigadores (PYI) de la NSF (1989)
- Plenario frecuente y orador principal en muchas conferencias[7]